# Гуфье, Франсуа
Франсуа Гуфье Младший (фр. François Gouffier le Jeune; 1518 — 24 апреля 1594, Виллер-Элон), маркиз де Деффан — французский государственный и военный деятель.

## Биография
Третий сын Гийома Гуфье, маркиза де Бонниве, адмирала Франции, и Луизы де Кревкёр.
Сеньор де Кревкёр, де Бонниве, де Туа. Капитан пятидесяти тяжеловооруженных всадников.
Воспитывался вместе с детьми Франциска I. Начал службу под командованием де Лансака в 1536 году, когда Карл V вторгся в Прованс. Следовал за дофином в Пьемонт и участвовал в осаде Па-де-Сюза в 1537 году. В том же году был при штурме Эдена в Пикардии. Вернулся в Пьемонт, где под командованием адмирала Аннебо участвовал в осаде Кони, затем отправился в Руссильон на осаду Перпиньяна, под начало маршала Монпеза, а в 1543 году участвовал в деблокировании Ландреси.
В 1544 году не смог найти хорошего коня для участия в битве при Черезоле, и сражался с пикой в руках во главе пехоты, покрыв себя славой. По словам отца Ансельма, однажды, когда армия Генриха II стояла напротив войск императора, один немецкий капитан покинул строй, вызывая французских дворян на поединок. Франсуа Гуфье с согласия своего командира герцога Неверского принял вызов. В схватке он был ранен в руку, но убил своего противника.
В 1552 году отличился при осаде Меца. В битве при Сен-Кантене под ним была убита лошадь, сеньор де Кревкёр попал в плен, но сумел освободиться, и вскоре снова доказал свое мужество при взятии Кале и осаде Тионвиля.
В гражданских войнах отличился при осаде Орлеана, битвах при Дрё и при Сен-Дени, в Пикардии под началом маршала Коссе, и, как пишет отец Ансельм, заслужил признание, как «безупречный рыцарь» (chevalier sans reproche).
23 июня 1557 принес оммаж Луи де Бурбону, принцу Конде, за сеньорию Флеши, зависевшую от Бретёя. В 1560 году в Михайлов день был пожалован в рыцари ордена короля.

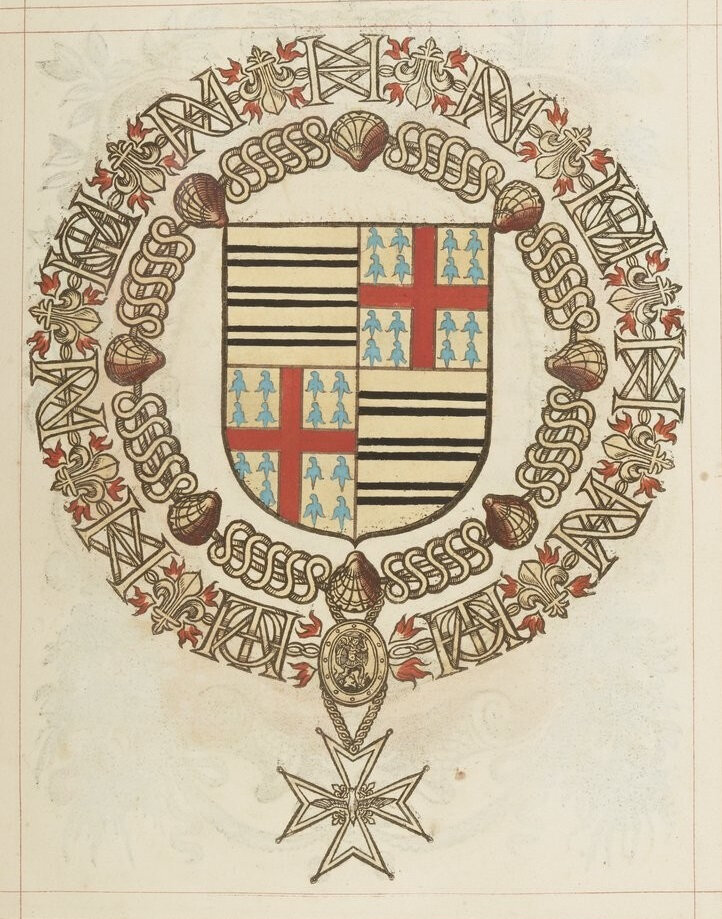
Герб Франсуа Гуфье

18 июля 1575 король пожаловал сеньору де Кревкёру 18 тыс. ливров, а в 1577 году назначил генеральным наместником и вице-адмиралом Пикардии. Пожалован в рыцари ордена Святого Духа при его основании 31 декабря 1578.
В 1586 году отказался от наместничества в Пикардии, взамен получив 24 марта того же года патент на чин маршала Франции, как только откроется вакансия. При жизни Генриха III этого не случилось, и маршалом Гуфье не стал.
Католическая лига усиливала свои позиции в Пикардии, и 18 октября 1588 Франсуа Гуфье в отсутствие губернатора был снова назначен генеральным наместником провинции, где принялся наводить порядок. В его пользу сеньория де Деффан (des Deffends) была возведена в ранг маркизата.
Герб Франсуа Гуфье был расчетвертован: 1 и 4 части — Гуфье, 2 и 3 — Монморанси.

## Семья
Жена (10.02.1544, замок Монтаржи): Анна де Карназе (1522—1595), дочь Антуана де Карназе, сеньора де Бразё, и Маргерит де Брийяк. Брак был заключен в присутствии короля, подарившего 6 тыс. ливров. Анна была придворной девушкой мадам дофины и Маргариты Французской, обеих дочерей Франциска I в 1540 и 1543 годах, и придворной дамой Екатерины Медичи в 1579 году. Актом, составленным в Мондидье 11 августа 1592, с согласия мужа, она передала своему сыну шевалье Тимолеону Гуфье, сеньору де Туа, земли и сеньории Бразё и Монтобер, и сеньорию Сенти, доставшиеся ей в наследство от умершего племянника Помпе де Карназе, штатного дворянина Палаты короля, сеньора Бразё, Монтобера и Сенти, с условием, что Тимолеон и его потомки расчетветуют свой герб
Дети:
- Анри (р. 23—28.07.1546)
- Анри (31.07.1547—1589), сеньор де Кревкёр и де Бонниве. Жена: Йоханна фон Бохольц
- Клод (23.07.1548 — после 1592). Муж (контракт 19.09.1562): Антуан д’Альвен, сеньор д’Эклебек, губернатор Ла-Фера
- Оде (10.08—24.09.1549)
- Аннибаль (28.08—19.10.1550)
- Асдрубаль (19-25.06.1551)
- Анна (11.08—12.10.1552)
- Шарлотта (3.11.1553—29.01.1554)
- Тимолеон (31.03.1558—1614), сеньор де Кревкёр, де Туа, де Бразё, де Монтобер. Рыцарь ордена короля, палатный дворянин, вице-адмирал пикардийского побережья. Служил Генриху III и Генриху IV в войнах с Лигой, капмейстер полка. Основатель лини маркизов де Туа. Жена (контракт 26.01.1578): Анна де Ланнуа, дама де Морвилье, дочь Луи де Ланнуа, сеньора Морвилье, Фольвиля и Пайяра, и Анны де Ла-Вьевиль, дамы де Нёвиль и де Бурб
- Шарль (9.07.1559 — после 1606), аббат в Валлуаре, приор Энглевера
- Франсуаза (20.10.1560—14.02.1621), придворная дама Екатерины Медичи (1579). Муж 1): Жак д’Орсонвильер, сеньор де Курси; 2) (13.07.1582): Адриен II де Буфлер, сеньор де Каньи (ум. 1622)
- Шарль-Максимильен (1.01.1561—1588), сеньор Эпаньи. Основатель линии маркизов Эпаньи. Жена (1582): Маргерит де Одик (ум. 1588), дочь Клода де Одика, сеньора де Куртевиля, и Франсуазы де Альвен
- N (р. и ум. 27.03.1563)
- Анна (6.08.1565—?). Муж (контракт 22.01.1591): Никола д’Амерваль, сеньор де Льенкур, бальи и губернатор Шони, знаметосец в роте своего тестя